# 蒲州 (山西省)
蒲州（ほしゅう）は、中国にかつて存在した州。南北朝時代から民国初年にかけて、現在の山西省運城市一帯に設置された。

## 魏晋南北朝時代
432年（延和元年）に北魏により設置された泰州を前身とする。北周により泰州は蒲州と改称された。

## 隋代
隋初には、蒲州は2郡4県を管轄した。595年（開皇15年）に虞州が廃止されると、その管轄県が編入された。607年（大業3年）、郡制施行に伴い、蒲州は河東郡と改称され、下部に10県を管轄した。隋代の行政区分に関しては下表を参照。
| 隋代の行政区画変遷 | 隋代の行政区画変遷 | 隋代の行政区画変遷 | 隋代の行政区画変遷 | 隋代の行政区画変遷 | 隋代の行政区画変遷 | 隋代の行政区画変遷 | 隋代の行政区画変遷                                                  |
| 区分               | 開皇元年           | 開皇元年           | 開皇元年           | 開皇元年           | 開皇元年           | 区分               | 大業3年                                                             |
| ------------------ | ------------------ | ------------------ | ------------------ | ------------------ | ------------------ | ------------------ | ------------------------------------------------------------------- |
| 州                 | 蒲州               | 蒲州               | 虞州               | 虞州               | 絳州               | 郡                 | 河東郡                                                              |
| 郡                 | 河東郡             | 汾陰郡             | 河北郡             | 安邑郡             | 竜門郡             | 県                 | 河東県 虞郷県 汾陰県 猗氏県 安邑県 夏県 河北県 芮城県 竜門県 桑泉県 |
| 県                 | 蒲坂県 虞郷県      | 汾陰県 猗氏県      | 河北県 芮城県      | 夏県 安邑県        | 竜門県             | 県                 | 河東県 虞郷県 汾陰県 猗氏県 安邑県 夏県 河北県 芮城県 竜門県 桑泉県 |

## 唐代
618年（武徳元年）、唐により河東郡は蒲州と改められた。742年（天宝元年）、蒲州は河東郡と改称された。758年（乾元元年）、河東郡は蒲州と改称された。760年（乾元3年）、蒲州は河中府と改められた。河中府は河東道に属し、河東・河西・臨晋・解・猗氏・虞郷・永楽・宝鼎・竜門・聞喜・万泉の11県を管轄した。

## 宋代・金代
北宋のとき、河中府に護国軍節度が置かれた。河中府は永興軍路に属し、河東・臨晋・虞郷・栄河・猗氏・万泉・竜門の7県を管轄した。
1128年（天会6年）、金により河中府は蒲州に降格された。1149年（天徳元年）、蒲州は河中府に昇格した。金の河中府は河東南路に属し、河東・臨晋・虞郷・栄河・猗氏・万泉・河津の7県と永楽・合河・北朗・胡壁の4鎮を管轄した。

## 元代
元のとき、河中府は晋寧路に属し、河東・臨晋・栄河・猗氏・万泉・河津の6県を管轄した。

## 明代以降
1369年（洪武2年）、明により河中府は蒲州と改められた。蒲州は平陽府に属し、臨晋・栄河・猗氏・万泉・河津の5県を管轄した。
1724年（雍正2年）、清により蒲州は直隷州に昇格した。1728年（雍正6年）、蒲州直隷州は蒲州府に昇格した。蒲州府は山西省に属し、永済・臨晋・虞郷・栄河・猗氏・万泉の6県を管轄した。
1913年、中華民国により蒲州府は廃止された。